# Into the Fire (album)
Into the Fire er Bryan Adams' femte studiealbum, der blev udgivet den 30. marts 1987. Albummet blev produceret af Adams og Bob Clearmountain.

## Spornummer
| Nr.           | Titel                     | Længde |
| ------------- | ------------------------- | ------ |
| 1.            | "Heat of the Night"       | 5:07   |
| 2.            | "Into the Fire"           | 4:41   |
| 3.            | "Victim of Love"          | 4:06   |
| 4.            | "Another Day"             | 3:41   |
| 5.            | "Native Son"              | 6:04   |
| 6.            | "Only the Strong Survive" | 3:45   |
| 7.            | "Rebel"                   | 4:02   |
| 8.            | "Remembrance Day"         | 5:59   |
| 9.            | "Hearts on Fire"          | 3:30   |
| 10.           | "Home Again"              | 4:18   |
| Total længde: | Total længde:             | 45:13  |